# 福田千里
福田 千里（ふくだ ちさと、1896年10月20日 - 1992年12月26日）は、日本の経営者。大和証券社長、会長を務めた。東京都出身。

## 経歴・人物
1921年に京都帝国大学経済学部を卒業し、同年に藤本ビルブローカー銀行(のちの大和証券)に入社した。台北支配人、取締役、常務、専務を経て、1954年11月に副社長に就任し、1957年11月に社長に昇格。1963年4月には会長に就任した。
1963年から1968年までに日本証券業協会連合会会長を務め、日本教育テレビ取締役、日本経営者団体連盟・経済団体連合会各常任理事も務めた。
1964年に藍綬褒章を受章し、1968年に勲三等旭日中綬章を受章した。
1992年12月26日急性心不全のために死去。96歳没。